# Réal
Réal (catalano: Ral) è un comune francese di 66 abitanti situato nel dipartimento dei Pirenei Orientali nella regione dell'Occitania.

## Società

### Evoluzione demografica
Abitanti censiti